# Superbike-VM 2006
Superbike-VM 2006 kördes över 13 omgångar och 26 heat. Mästerskapet vanns av Troy Bayliss från Australien på en Ducati 999F06 i Ducati Corses fabriksteam. Tvåa blev James Toseland på en Ten Kate Honda Fireblade och trea Noriyuki Haga på en Yamaha YZF-R1 från fabriksteamet Yamaha Italia.

## Delsegrare
| Datum        | Bana           | Vinnare        | Märke    | Vinnare        | Märke  |
| ------------ | -------------- | -------------- | -------- | -------------- | ------ |
| 25 februari  | Losail         | James Toseland | Honda    | Troy Corser    | Suzuki |
| 5 mars       | Phillip Island | Troy Corser    | Suzuki   | Troy Bayliss   | Ducati |
| 23 april     | Valencia       | Troy Bayliss   | Ducati   | Troy Bayliss   | Ducati |
| 7 maj        | Monza          | Troy Bayliss   | Ducati   | Troy Bayliss   | Ducati |
| 28 maj       | Silverstone    | Troy Bayliss   | Ducati   | Troy Bayliss   | Ducati |
| 25 juni      | Misano         | Troy Bayliss   | Ducati   | Andrew Pitt    | Yamaha |
| 23 juli      | Brno           | Yukio Kagayama | Suzuki   | Yukio Kagayama | Suzuki |
| 6 augusti    | Brands Hatch   | Troy Bayliss   | Ducati   | Noriyuki Haga  | Yamaha |
| 3 september  | Assen          | Chris Walker   | Kawasaki | Troy Bayliss   | Ducati |
| 10 september | Lausitzring    | Yukio Kagayama | Suzuki   | James Toseland | Honda  |
| 1 oktober    | Imola          | Alex Barros    | Honda    | Troy Bayliss   | Ducati |
| 8 oktober    | Magny-Cours    | James Toseland | Honda    | Troy Bayliss   | Ducati |

## Slutställning
| Plats | Förare         | Märke    | Poäng |
| ----- | -------------- | -------- | ----- |
| 1     | Troy Bayliss   | Ducati   | 431   |
| 2     | James Toseland | Honda    | 336   |
| 3     | Noriyuki Haga  | Yamaha   | 326   |
| 4     | Troy Corser    | Suzuki   | 254   |
| 5     | Andrew Pitt    | Yamaha   | 250   |
| 6     | Alex Barros    | Honda    | 246   |
| 7     | Yukio Kagayama | Suzuki   | 210   |
| 8     | Lorenzo Lanzi  | Ducati   | 169   |
| 9     | Chris Walker   | Kawasaki | 158   |
| 10    | Fonsi Nieto    | Kawasaki | 139   |